# Sitio de Segusio

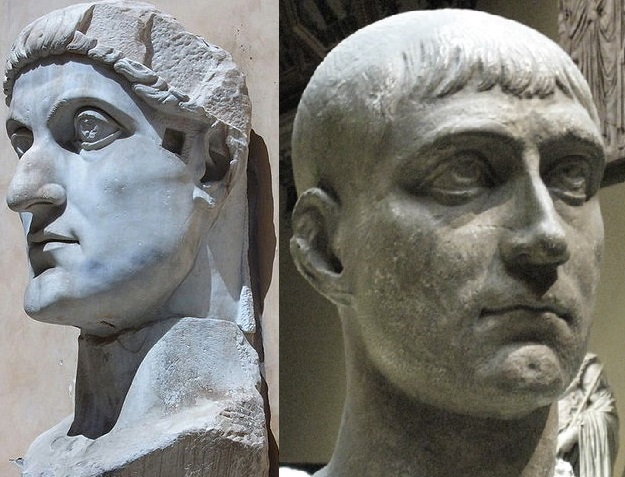
Cabeza del Coloso de Constantino, a la izquierda: A la derecha, busto de Majencio

El sitio de Segusio (en latín: Segusium) o sitio de Susa fue el primer enfrentamiento de la guerra civil entre los emperadores romanos Constantino I (r. 306-337) y Majencio (r. 306-312) en la primavera de 312. En aquel año, Majencio había declarado la guerra a Constantino, alegando pretender vengar la muerte de su padre Maximiano (r. 285-308, 310), quien se había suicidado después de ser derrotado por él. Constantino respondería con una invasión al norte de Italia.
El sitio de Segusio fue la primera de muchas batallas ocurridas en la península itálica, en todas ellas Constantino resultó victorioso. Con la toma de la ciudad después de someterla a un asedio, el emperador vencedor pudo proseguir su marcha por el interior de la península hasta llegar a Augusta de los Taurinos, lugar donde libró la batalla de Turín, contra las fuerzas majencianas.

## Antecedentes
A fines del siglo III, el Imperio romano se hallaba dividido en Oriente y Occidente, y cada parte se encontraba gobernada por un augusto o emperador principal, y un césar o emperador secundario. Después que el augusto de Oriente, Galerio, le otorgara la dignidad de césar a Majencio (r. 306-312), hijo del emperador Maximiano Hercúleo (r. 285-305, 310), este se casó con la hija de Galerio, Valeria Maximila. El 28 de octubre de 306, Majencio se autoproclamó princeps. Al año siguiente, el joven emperador asumió el título de augusto, obligando a su padre Maximiano a ratificarlo para dar a su gobierno la apariencia de legitimidad.
Apenas Galerio tuvo noticias de las acciones de su yerno, envió al emperador Flavio Severo para sofocar la rebelión. Majencio, con la ayuda de un ardid de su padre Maximiano, consiguió tomar a Severo como prisionero. Al morir Flavio Severo, Galerio invadió Italia para intentar vengar su muerte, pero al percatarse que Majencio estaría tratando de ganarse a su ejército, prefirió no confiar en sus propias tropas y retirarse.
Entre 308 y 310, Maximiano intentó asumir todo el poder, en desmedro de su hijo Majencio, sin lograr su objetivo. Entonces intentó ganarse a Constantino a su causa, pero este plan también fracasó, luego, trató de ganarse a Diocleciano a su lado en Carnunto. Cuando sus intrigas se vieron frustradas, Maximiano Hercúleo regresó al lado su yerno Constantino en Galia, donde murió en el año 310 después de haber sido implicado en un complot contra este. El año siguiente, Majencio exigiendo venganza por la muerte de su padre, declara la guerra a Constantino, el cual en respuesta, invadió del norte de Italia movilizando a 40 000 soldados, conforme con algunas fuentes. Según las crónicas del historiador Zósimo, las fuerzas constantinianas consistían de 90 000 legionarios y 8000 jinetes.

## Batalla y consecuencias

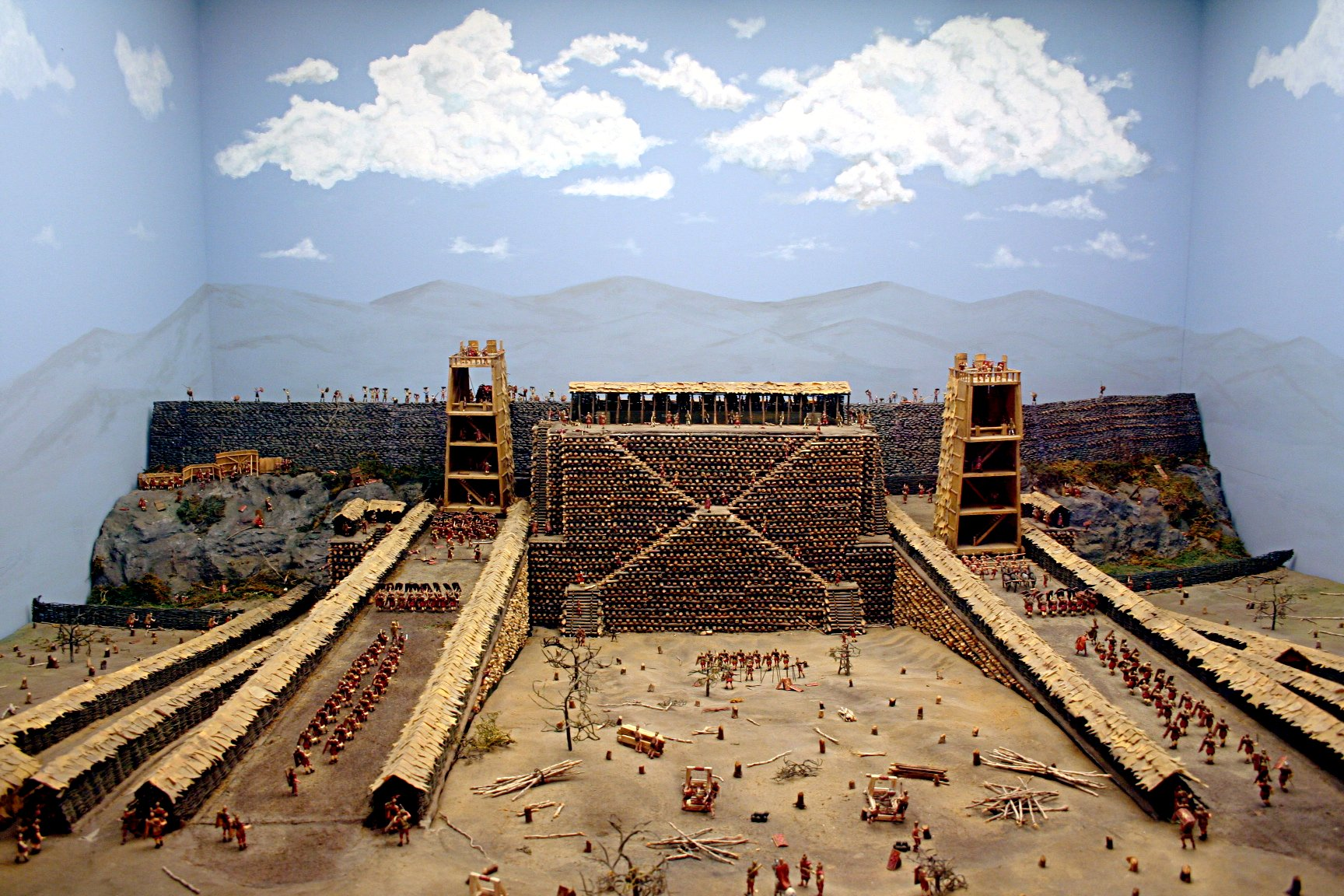
Diorama mostrando un típico asedio romano a una ciudad fortificada

La primera localidad que el ejército de Constantino encontró en su camino hacia Roma fue Segusio (actual Susa, Italia), una ciudad fuertemente amurallada durante el programa de refortificación de las ciudades del norte de Italia el año anterior.
En lugar de plegarse al ejército invasor, los ciudadanos de Segusio cerraron sus puertas a Constantino. El emperador ordenó entonces a sus hombres prender fuego a sus grandes puertas y escalar sus paredes. La ciudad fue tomada rápidamente, pero Constantino impidió a sus tropas que saquearan la ciudad, prefiriendo continuar su avance al interior de Italia.
Con la conquista de Segusio, el ejército constantiniano marchó en dirección de Augusta de los Taurinos (actual Turín), lugar en donde un ejército compuesto principalmente de caballería pesada se encontraba acampando. En las inmediaciones de esta ciudad se libró la batalla de Turín, en donde Constantino conseguiría una nueva victoria, que le abrió el camino a las demás ciudades importantes de la Llanura Padana.
Posteriormente, seguirían una serie de triunfos, como en Brescia y Verona. La rendición de esta última ciudad, motivó el sometimiento incondicional de Aquilea, Mutina (actual Módena) y Rávena. Así el camino hacia Roma quedaba abierto para Constantino. La batalla del Puente Milvio constituyó el último enfrentamiento de la guerra entre ambos emperadores. Majencio murió en pleno combate y su cabeza fue paseada por Roma. Constantino se convirtió de esta manera en el único emperador de la parte occidental del Imperio romano.